# Asia Cup 2014
Der Asia Cup 2014 war die 12. Austragung des Cricketturniers Asia Cup und fand vom 25. Februar bis zum 8. März in Bangladesch statt. Im Finale gewann Sri Lanka gegen Pakistan mit 5 Wickets und gewann damit das Turnier zum 5. Mal.

## Teilnehmer
Die Teilnehmer waren Gastgeber Bangladesch, die restlichen 4 Nationen mit Teststatus und Afghanistan, das erstmals an einem Cricketturnier im One-Day Modus teilnahm.
| - Afghanistan - Bangladesch - Indien - Pakistan - Sri Lanka |

## Austragungsorte
Die folgenden Stadien wurden für das Turnier vorgesehen.
| Stadt | Stadion                                | Kapazität |
| ----- | -------------------------------------- | --------- |
| Dhaka | Khan Shaheb Osman Ali Stadium          | 18.000    |
| Dhaka | Sher-e-Bangla National Cricket Stadium | 26.000    |

## Vorrunde
|    | Team        | Spiele | Siege | Ndlg. | NRR    | Bonus- punkte | Tabellen- punkte |
| -- | ----------- | ------ | ----- | ----- | ------ | ------------- | ---------------- |
| 1. | Sri Lanka   | 4      | 4     | 0     | +0.773 | 1             | 17               |
| 2. | Pakistan    | 4      | 3     | 1     | +0.349 | 1             | 13               |
| 3. | Indien      | 4      | 2     | 2     | +0.450 | 1             | 9                |
| 4. | Afghanistan | 4      | 1     | 3     | −1.278 | 0             | 4                |
| 5. | Bangladesch | 4      | 0     | 4     | −0.259 | 0             | 0                |

| 25. Februar Scorecard | Dhaka | Sri Lanka 296-6 (50)          | – | Pakistan 284 (48.5) |
|                       |       | Sri Lanka gewinnt mit 12 Runs |   |                     |

| 26. Februar Scorecard | Dhaka | Bangladesch 279-7 (50)       | – | Indien 280-4 (49) |
|                       |       | Indien gewinnt mit 6 Wickets |   |                   |

| 27. Februar Scorecard | Dhaka | Pakistan 248-8 (50)          | – | Afghanistan 176 (47.2) |
|                       |       | Pakistan gewinnt mit 72 Runs |   |                        |

| 28. Februar Scorecard | Dhaka | Indien 264-9 (50)               | – | Sri Lanka 265-8 (49.2) |
|                       |       | Sri Lanka gewinnt mit 2 Wickets |   |                        |

| 1. März Scorecard | Dhaka | Afghanistan 254-6 (50)          | – | Bangladesch 222 (47.5) |
|                   |       | Afghanistan gewinnt mit 32 Runs |   |                        |

| 2. März Scorecard | Dhaka | Indien 245-8 (50)             | – | Pakistan 249-9 (49.4) |
|                   |       | Pakistan gewinnt mit 1 Wicket |   |                       |

| 3. März Scorecard | Dhaka | Sri Lanka 253-6 (50)           | – | Afghanistan 124 (38.4) |
|                   |       | Sri Lanka gewinnt mit 129 Runs |   |                        |

| 4. März Scorecard | Dhaka | Bangladesch 326-3 (50)         | – | Pakistan 329-7 (49.5) |
|                   |       | Pakistan gewinnt mit 3 Wickets |   |                       |

| 5. März Scorecard | Dhaka | Afghanistan 159 (45.2)       | – | Indien 160-2 (32.2) |
|                   |       | Indien gewinnt mit 8 Wickets |   |                     |

| 6. März Scorecard | Dhaka | Bangladesch 204-9 (50)          | – | Sri Lanka 208-7 (49) |
|                   |       | Sri Lanka gewinnt mit 3 Wickets |   |                      |

## Finale
| 8. März Scorecard | Dhaka | Pakistan 260-5 (50)             | – | Sri Lanka 261-5 (46.2) |
|                   |       | Sri Lanka gewinnt mit 5 Wickets |   |                        |

## Statistiken

### Erfolgreichste Run-Scorer
Die 7 Spieler mit den meisten Runs waren:
| Spieler           | Team        | Spiele | Runs | Average |
| ----------------- | ----------- | ------ | ---- | ------- |
| Lahiru Thirimanne | Sri Lanka   | 5      | 279  | 55.80   |
| Umar Akmal        | Pakistan    | 5      | 253  | 50.60   |
| Kumar Sangakkara  | Sri Lanka   | 5      | 248  | 49.60   |
| Ahmed Shehzad     | Pakistan    | 5      | 228  | 45.60   |
| Anamul Haque      | Bangladesch | 5      | 227  | 45.40   |
| Angelo Mathews    | Sri Lanka   | 5      | 196  | 39.20   |
| Mushfiqur Rahim   | Bangladesch | 4      | 195  | 48.75   |

### Erfolgreichste Wicket-Taker
Die 7 Spieler mit den meisten Wickets waren:
| Spieler             | Team        | Spiele | Wickets | Average |
| ------------------- | ----------- | ------ | ------- | ------- |
| Lasith Malinga      | Sri Lanka   | 4      | 11      | 17.18   |
| Saeed Ajmal         | Pakistan    | 5      | 11      | 18.36   |
| Ajantha Mendis      | Sri Lanka   | 3      | 9       | 14.00   |
| Ravichandran Ashwin | Indien      | 4      | 9       | 18.55   |
| Mohammed Shami      | Indien      | 4      | 9       | 25.55   |
| Ravindra Jadeja     | Indien      | 4      | 7       | 22.57   |
| Mirwais Ashraf      | Afghanistan | 4      | 6       | 22.50   |